# Бёблинген (район)
Бёблинген (нем. Böblingen) — район в Германии. Центр района — город Бёблинген. Район входит в землю Баден-Вюртемберг. Подчинён административному округу Штутгарт . Занимает площадь 617,83 км². Население — 372 293 чел. Плотность населения — 603 человека/км².
Официальный код района — 08 1 15.
Район подразделяется на 26 общин.

## Города и общины
Города
1. Бёблинген (46 322)
2. Херренберг (31 235)
3. Хольцгерлинген (11 689)
4. Леонберг (45 535)
5. Реннинген (17 371)
6. Зиндельфинген (61 241)
7. Вальденбух (8 726)
8. Вайль-дер-Штадт (19 173)

Объединения общин
Общины
1. Айдлинген (9 199)
2. Альтдорф (4 447)
3. Бондорф (5 783)
4. Декенпфронн (2 924)
5. Энинген (7 591)
6. Гертринген (11 843)
7. Гойфельден (9 452)
8. Графенау (6 651)
9. Хильдрицхаузен (3 519)
10. Йеттинген (7 691)
11. Магштадт (9 055)
12. Мётцинген (3 562)
13. Нуфринген (5 317)
14. Рутесхайм (10 112)
15. Шёнайх (10 042)
16. Штайненброн (6 135)
17. Вайль-им-Шёнбух (10 100)
18. Вайсах (7 742)